# Invincible (film)
Invincible är en film från 2006, regisserad av Ericson Core. Den är inspirerad av den sanna historien om Vince Papale som prövar lyckan att få komma med i amerikanskfotbollslaget Eagles (NFL) på en provuttagning. Den utspelar sig 1976 och Mark Wahlberg spelar rollen som Papale och Greg Kinnear spelar rollen som coachen Dick Vermeil.